# Racine douzième de deux
La racine douzième de deux, notée {\displaystyle {\sqrt[{12}]{2}}} ou {\displaystyle 2^{1/12}}, est un nombre algébrique irrationnel, approximativement égal à 1,0594631. Il représente, dans la théorie musicale occidentale, le rapport de fréquence (intervalle musical) d'un demi-ton, dans le système musical tempéré à douze demi-tons. Il permet de mesurer la fréquence d'une note en hertz (Hz) à partir d'une autre note dont la fréquence est connue, pour peu que l'intervalle entre les deux notes soit composé d'un nombre entier de demi-tons.

## La gamme chromatique à tempérament égal
Un intervalle musical est un rapport de fréquences, et l'échelle chromatique à tempérament égal divise l'octave (qui a un rapport de 2:1) en douze parties égales (les demi-tons). Chaque note a une fréquence en hertz (Hz) qui est {\displaystyle {\sqrt[{12}]{2}}} fois plus haute que la note en-dessous.
En appliquant cette valeur sur les notes de la gamme, partant du La440 dont la fréquence est de 440 Hz, on peut calculer leur fréquence en multipliant 440 Hz par le coefficient correspondant. 
Par exemple, pour trouver la fréquence du Do, trois demi-tons au dessus du La 440 : 
440 Hz × {\displaystyle ({\sqrt[{12}]{2}})^{3}} = 440 Hz × 1,189207 = 523.25 Hz.
| Note                 | Intervalle standard relativement au La 440  | Fréquence (Hz) | Multiplicateur                                  | Valeur (à six décimales) | Intonation juste |
| -------------------- | ------------------------------------------- | -------------- | ----------------------------------------------- | ------------------------ | ---------------- |
| La                   | Unisson                                     | 440.00         | 20⁄12 ou 1                                      | 1,000 000                | 1                |
| La dièse / Si bémol  | Seconde mineure                             | 466.16         | 21⁄12 ou {\displaystyle {\sqrt[{12}]{2}}}       | 1,059 463                | ≈ 16⁄15          |
| Si                   | Seconde majeure                             | 493.88         | 2⁄12 ou {\displaystyle ({\sqrt[{12}]{2}})^{2}}  | 1,122 462                | ≈ 9⁄8            |
| Do                   | Tierce mineure                              | 523.25         | 23⁄12 ou {\displaystyle ({\sqrt[{12}]{2}})^{3}} | 1,189 207                | ≈ 6⁄5            |
| Do dièse / Ré bémol  | Tierce majeure                              | 554.37         | 24⁄12 ou {\displaystyle ({\sqrt[{12}]{2}})^{4}} | 1,259 921                | ≈ 5⁄4            |
| Ré                   | Quarte                                      | 587.33         | 25⁄12 ou {\displaystyle ({\sqrt[{12}]{2}})^{5}} | 1,334 839                | ≈ 4⁄3            |
| Ré dièse / Mi bémol  | Quarte augmentée / Quinte diminuée / Triton | 622.25         | 26⁄12 ou {\displaystyle ({\sqrt {2}})}          | 1,414 213                | ≈ 7⁄5            |
| Mi                   | Quinte                                      | 659.26         | 27⁄12 ou {\displaystyle ({\sqrt[{12}]{2}})^{7}} | 1,498 307                | ≈ 3⁄2            |
| Fa                   | Sixte                                       | 698.46         | 28⁄12 ou {\displaystyle ({\sqrt[{12}]{2}})^{8}} | 1,587 401                | ≈ 8⁄5            |
| Fa dièse / Sol bémol | Sixte majeure                               | 739.99         | 29⁄12 ou {\displaystyle ({\sqrt[{12}]{2}})^{9}} | 1,681 792                | ≈ 5⁄3            |
| Sol                  | Septième mineure                            | 783.99         | 210⁄12                                          | 1,781 797                | ≈ 16⁄9           |
| Sol dièse / La bémol | Septième majeure                            | 830.61         | 211⁄12                                          | 1,887 748                | ≈ 15⁄8           |
| La                   | Octave                                      | 880.00         | 212⁄12 ou 2                                     | 2,000 000                | 2                |